# Coppa Bernocchi 1964
La Coppa Bernocchi 1964, quarantaseiesima edizione della corsa, si svolse il 23 agosto 1964 su un percorso di 279 km. Era valida come evento del circuito UCI categoria CB1.1. La vittoria fu appannaggio dell'italiano Gianni Motta, che terminò la gara in 7h17'03", alla media di 38,233 km/h, precedendo i connazionali Franco Cribiori e Luciano Galbo. L'arrivo e la partenza della gara furono a Legnano.

## Ordine d'arrivo (Top 10)
| Pos. | Corridore          | Squadra   | Tempo    |
| ---- | ------------------ | --------- | -------- |
| 1    | Gianni Motta       | Molteni   | 7h17'03" |
| 2    | Franco Cribiori    | Gazzola   | s.t.     |
| 3    | Luciano Galbo      | Carpano   | s.t.     |
| 4    | Guido De Rosso     | Molteni   | s.t.     |
| 5    | Vito Taccone       | Salvarani | a 2'42"  |
| 6    | Silvio Boni        | Legnano   | a 2'42"  |
| 7    | Flaviano Vicentini | Ignis     | a 2'42"  |
| 8    | Angelo Ottaviani   | I.B.A.C.  | a 2'50"  |
| 9    | Carlo Brugnami     | Lygie     | a 3'08"  |
| 10   | Giorgo Zancanaro   | Carpano   | a 3'11"  |